# Ricardo de la Cierva
Ricardo de la Cierva y Hoces (Madrid, 9 de noviembre de 1926-Madrid, 19 de noviembre de 2015) fue un historiador y político español, catedrático en las universidades de Granada y Alcalá de Henares, y ministro de Cultura en 1980 por la Unión de Centro Democrático durante la Transición española. Fue defensor de muchos aspectos de la dictadura franquista.

## Biografía
Nacido en Madrid el 9 de noviembre de 1926, era nieto de Juan de la Cierva y Peñafiel, ministro de varias carteras con Alfonso XIII. Su tío fue Juan de la Cierva, inventor del autogiro. Su padre, Ricardo de la Cierva y Codorníu fue asesinado en Paracuellos de Jarama.
Ricardo de la Cierva se doctoró en Ciencias Químicas y Filosofía y Letras en la Universidad de Madrid. En 1975 fue nombrado profesor agregado de Historia Contemporánea en la Universidad Complutense de Madrid. Fue nombrado en 1979 catedrático de Historia Moderna y Contemporánea de la Universidad de Granada para más tarde obtener el puesto de catedrático de Historia Contemporánea Universal y de España en la Universidad de Alcalá de Henares.
Con anterioridad había sido jefe del Gabinete de Estudios sobre Historia en el Ministerio de Información y Turismo durante el régimen franquista. Destacado censor durante este período, en 1973 pasó a ser director general de Cultura Popular y presidente del Instituto Nacional del Libro Español. Como censor jefe, solicitó la colaboración de la Dirección General de Seguridad con el fin de elaborar una lista de las editoriales consideradas más conflictivas (entre las que se incluyó a Barral, tildada de «marxista e izquierdista», así como también a Fundamentos). A finales de octubre de 1974 dimitió de su puesto en solidaridad con Pío Cabanillas, al que Carlos Arias Navarro cesó como ministro por orden de Franco.
Ya en la Transición, fue elegido senador por Murcia en 1977, y nombrado consejero del presidente del Gobierno Adolfo Suárez para asuntos culturales en 1978. En las elecciones generales de 1979 fue elegido diputado a Cortes por Murcia, y nombrado ministro de Cultura con la Unión de Centro Democrático, cargo que ocupó desde el 18 de enero al 8 de septiembre de 1980. Tras la disolución de este partido político, fue nombrado coordinador cultural de Alianza Popular en 1984.
Fue colaborador de la Asociación pro Unidad Latinoamericana (AULA), vinculada a la  secta Moon. Autor, según Ferran Sales, de diversos artículos periodísticos defensores de esta última, De la Cierva negó, sin embargo, vinculación a dicha organización. En ese sentido, a finales de la década de 1980, De la Cierva anunció sus intenciones de interponer una querella contra la diputada democristiana Pilar Salarrullana, responsable de la comisión investigadora de sectas del Congreso de los Diputados, que también le relacionó con la secta.
Buena parte de su obra, desde 1974 hasta comienzos de los años noventa, la publicó en la Editorial Planeta. En el otoño de 1993 fundó su propia editorial, la Editorial Fénix.
Casado en 1963 con Mercedes Lorente Serrano (1945 - 5 de julio de 2022). El matrimonio tuvo tres hijos: Mercedes, Ricardo y José María de la Cierva Lorente. Este último se hizo famoso en 2023 por popularizar contra Pedro Sánchez el lema «¡Que te vote Txapote!» a raíz de una entrevista en directo de TVE.
Falleció el 19 de noviembre de 2015 en la capital de España a la edad de ochenta y nueve años.

## Obra
La Cierva publicó numerosos libros de historia, relacionados con la Segunda República Española, la guerra civil española y el franquismo; y, a partir sobre todo de la década de 1990, sin abandonar los temas anteriores, la masonería y la penetración de la teología de la liberación en la Iglesia católica. Su obra ha sido considerada como inscrita dentro de una «reinterpretación del franquismo totalmente favorable» a este, y el autor calificado como un «historiador oficial del régimen», además de declararse a sí mismo también, hacia 1974, «joseantoniano». En 1988 quedó finalista del Premio Planeta con su obra El triángulo. Alumna de la libertad, primer volumen de una trilogía novelesca sobre la reina Isabel II. En 1989 obtuvo el Premio Espejo de España de la editorial Planeta por su libro 1939. Agonía y victoria. También fue galardonado con el Premio Víctor de la Serna, concedido por la Asociación de la Prensa de Madrid, y el Premio Mariano de Cavia de 1975, concedido por el diario ABC por el artículo titulado «Ante el hecho de la monarquía».
Su obra Bibliografía general sobre la guerra de España (1936-1939) y sus antecedentes históricos (1968) fue considerada por Herbert Southworth un «escándalo intelectual», por la cantidad de errores que contenía. En 1972 apareció La historia perdida del socialismo español, un libro en el que partiendo de la base de una serie de artículos publicados previamente en El Alcázar, La Cierva trazaba un recorrido por la historia del PSOE, del que Antonio Pérez Gómez señalaba su «imparcialidad» y «serenidad» en el análisis de varios dirigentes del partido. En 1987 publicó La derecha sin remedio (1801-1987): de la prisión de Jovellanos al martirio de Fraga, obra en la que elabora un estudio de la historia de lo que él considera «derecha española» desde finales del siglo XVIII hasta la Alianza Popular de Manuel Fraga. En 1939. Agonía y victoria (1989), según Enrique Múgica, La Cierva descalificaría al político socialista Julián Besteiro. Pero La Cierva refutó esta acusación en su libro Misterios de la Historia (1990), donde aparece un epígrafe en el capítulo VIII titulado "La noble figura de Besteiro" y en su libro La victoria y el caos. A sesenta años del 1 de abril de 1939, en el prólogo (pág. 18), en que trata específicamente del enfrentamiento de dos miembros del jurado del premio Espejo de España, que lo abandonaron —Tusell y Múgica—, con La Cierva, que a la postre resultó su ganador.

### Obra escrita
- Cien libros básicos sobre la guerra de España (1966)[21]
- Los documentos de la primavera trágica. Análisis documental de los antecedentes inmediatos del 18 de julio de 1936 (1967)[31]
- Bibliografía general sobre la guerra de España (1936-1939) y sus antecedentes históricos. Fuentes para la historia contemporánea de España (1968)[21]
- Historia de la guerra civil española. I: Perspectivas y antecedentes (1969)[32]
- La historia perdida del socialismo español (1972)[28]
- Francisco Franco, un siglo de España (1973)
- Historia básica de la España actual (1974)
- Historia del franquismo. Orígenes y configuración (1939–1945) (1975)
- Historia del franquismo. Aislamiento, transformación, agonía (1945–1975) (1978)[33]
- La historia se confiesa, 7 tomos (1976-1978)
- Historia general de España (1980)
- Hendaya: punto final (1981)
- Francisco Franco. Biografía histórica (1981), nueva versión (definitiva) de Francisco Franco, un siglo de España
- Historia militar de España (1984)
- Pro y contra Franco: franquismo y antifranquismo (1985)
- Historia del socialismo en España (1879–1983) (1986)
- Franco (1986)
- Nueva y definitiva historia de la guerra civil (1986)
- Jesuitas, Iglesia y marxismo: la teología de la liberación desenmascarada (1986)
- Oscura rebelión en la iglesia: jesuitas, teología de la liberación, carmelitas, marianistas y socialistas (1987)
- La derecha sin remedio (1801-1987): de la prisión de Jovellanos al martirio de Fraga (1987)[29]
- La conversión de Indalecio Prieto (1988)
- El triángulo. Alumna de la libertad. Adolescencia y perversidad de Isabel II: los cuatro primeros amantes (1988)
- El triángulo II. La cuestión de palacio. Evocación del reinado de Isabel II entre 1847 y 1868 (1990)
- Misterios de la Historia (1990)
- El triángulo III. La dama de Montmartre (1991)
- Cómo ampliar mi cultura (1988)
- España, la sociedad violada (1989)
- 1939, agonía y victoria. (El protocolo 277) (1989)
- El diario secreto de Juan Pablo I (1990)
- Victoria Eugenia: el veneno en la sangre (1992)
- El tercer templo: qué es el sionismo en la historia de Israel (1992)
- Mujeres esenciales de la historia (1993)
- Retratos que entran en la historia (1993)
- Los años mentidos: falsificaciones y mentiras sobre la historia (1993)[c]
- El triple secreto de la masonería. Orígenes, Constituciones y rituales masónicos vigentes nunca publicados en España (1994)
- Carrillo miente: 156 documentos contra 103 falsedades (1994)
- Yo, Felipe II: las confesiones del rey al doctor Francisco Terrones (1995)
- No nos robarán la historia: nuevas mentiras, falsificaciones y revelaciones (1995)
- Victoria Eugenia: el veneno en la sangre (1995)
- El mito de la sangre real (1995)
- La lucha por el poder: así cayó Arias Navarro (1996)
- La masonería en España: la logia de Príncipe 12 (1996)
- Las puertas del infierno. La historia de la Iglesia jamás contada (1996)
- La hoz y la cruz. Auge y caída del marxismo y la teología de la liberación (1996)
- Historia esencial de la Iglesia católica en el siglo XX: asalto y defensa de la Roca (1997)
- Historia total de España (1997), ediciones actualizadas (última, 2006)
- Don Juan de Borbón: por fin toda la verdad (1997)
- Brigadas internacionales 1936–1939. La verdadera historia. Mentira histórica y error de Estado (1997)
- El 23F sin máscaras (1998)
- Templarios: la historia oculta (1998)
- Los signos del anticristo (1999)
- La victoria y el caos. A sesenta años del 1 de abril de 1939 (1999)
- Vida y amores de Isabel II (1999)
- La palabra perdida: constituciones y rituales de la masonería (1999)
- El 18 de julio no fue un golpe militar fascista (2000)
- La otra vida de Alfonso XII (2000)
- Franco — La historia (2000)
- Historia esencial de la guerra civil española: todos los problemas resueltos, sesenta años después (2001)
- Alfonso y Victoria: las tramas íntimas, secretas y europeas de un reinado desconocido (2001)
- Historia de España: 800.000 a. C.–2001 d. C.: guía imprescindible para jóvenes (2001)
- La masonería invisible. Una investigación en Internet sobre la masonería moderna (2002)[34]
- Media nación no se resigna a morir: los documentos perdidos del Frente Popular (2002)
- Secretos de la historia (2003)
- Historia actualizada de la segunda república y la guerra de España 1931–1939 (2003)
- Hijos de la gloria y la mentira (T. I): los vascos entre España y la Antiespaña (2004)
- Hijos de la gloria y la mentira (T. II): Euskadi en el siglo XX (2005)
- Hijos de la gloria y la mentira (T. III): el clerical-nacionalismo (2005)
- Templarios, la historia — Las cuatro dimensiones del Temple (2006)
- ZP — Tres años de gobierno masónico (2007)
- Los años mentidos: falsificaciones de historia de España en el siglo XX (2008)
- La infiltración. La infiltración marxista y masónica en la Iglesia católica del siglo XX (2008)
- 113.178 Caídos por Dios y por España (2009)
- Prieto, el cerco de la fe (2009)
- Masonería, satanismo y exorcismo (2011)